# Élisabeth Rétiffe
Élisabeth Rétiffe, née le 9 janvier 1834 à Vézelise dans la Meurthe, morte le 24 février 1882 à Saint-Laurent-du-Maroni en Guyane, est une cartonnière, militante socialiste, ambulancière et communarde française.
Elle est condamnée à mort pour son action durant la Commune de Paris ; sa peine est commuée en travaux forcés, elle est déportée en Guyane.

## Biographie
Rose Rétif, dite Élisabeth Rétiffe, naît le 9 janvier 1834 à Vézelise dans la Meurthe,.
Elle est « cartonnière », fabricante de carton. Cela ne lui suffisant pas pour vivre, elle a recours aux aides de la ville de Paris pour les indigents. Son fort tempérament la fait condamner en 1853 pour coups et blessures volontaires à l'encontre d'une autre femme, et en 1855 pour outrage à agents,.
Élisabeth Rétiffe est connue pour son engagement socialiste et internationaliste.
Elle vit à Paris, au 36 de la rue des Partants. Lors de l'insurrection de la Commune de Paris en 1871, elle devient ambulancière et déclare qu'elle aurait aussi bien soigné les Versaillais que les Communards,.

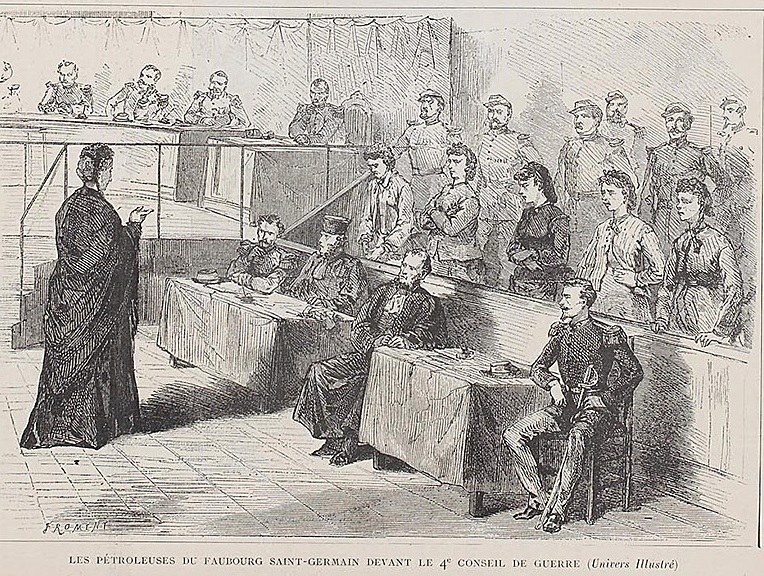
Le procès des cinq « pétroleuses » au conseil de guerre.

Des témoins affirment l'avoir vue en mai 1871 parmi les troupes des Communards de Belleville, portant l'écharpe rouge et un fusil en bandoulière. Elle est aussi accusée d'être une « pétroleuse », coupable d'incendie, une des cinq femmes jugées pour cela.
Elle nie ces accusations, mais elle est condamnée à mort le 4 septembre 1871 par le 4e conseil de guerre,. Sa peine étant commuée le 27 novembre 1871 en travaux forcés, elle est déportée en Guyane, à Cayenne,.
Ainsi déportée en Guyane, elle y rencontre Jean Berthonier, un autre condamné, qu'elle épouse en 1878. Elle est libérée le 10 juillet 1880, mais elle choisit de rester en Guyane. Elle y meurt le 24 février 1882, à Saint-Laurent-du-Maroni.